# Алан Бін
 Алан Лаверн Бін  (15 березня 1932 , Вілер, Техас  — 26 травня 2018 , Х’юстон, Техас ) — колишній астронавт НАСА, художник. У 1963 році став космонавтом НАСА під час 3-го набору.
У віці тридцяти семи років у листопаді 1969 здійснив перший політ у космос на борту Аполлона-12 як пілот місячного модуля, під час другого пілотованого польоту з посадкою на Місяць. Під час польоту Бін став четвертою людиною, яка ступила на поверхню Місяця.
Другий і останній політ у космос здійснив 1973 року на Скайлеб-3 — другий пілотований політ на орбітальну станцію Скайлаб.
Після звільнення з ВМС США (1975) і з НАСА (1981), Бін захопився живописом, зображуючи різні пов'язані з космосом сцени і власний досвід у космосі, а також, космонавтів-колег програми Аполлон.

## Життєпис
Алан Бін народився у Вілері, округу Вілер штату Техас. Він мав шотландське походження. У дитинстві жив у Міндені, округу Вебстер на північному заході Луїзіани, де його батько працював у Службі охорони природних ресурсів.
У 1950 році Бін закінчив середню школу імені Пешела в Форт-Верті, Техас.
У 1955 році отримав ступінь бакалавра з авіаційної техніки в Техаському університеті в Остіні.
Після чотирьох років навчання на льотчика-винищувача призначений до ескадрильї реактивних винищувачів у Джексонвіллі, штат Флорида, згодом став навчатись у Школі пілотів-випробувачів ВМС США, де його інструктором був його майбутній командир екіпажу в польоті на Аполлоні-12 Піт Конрад. Потім Бін літав як льотчик-випробувач на кількох типах літаків морської авіації.
У 1972 році Біну присуджено ступінь почесного доктора наук (Honoris causa) Техаського університету імені Веслі.
У 1974 році Біну присуджено ступінь почесного доктора технічних наук Університету Акрона (Огайо).

## Робота в НАСА

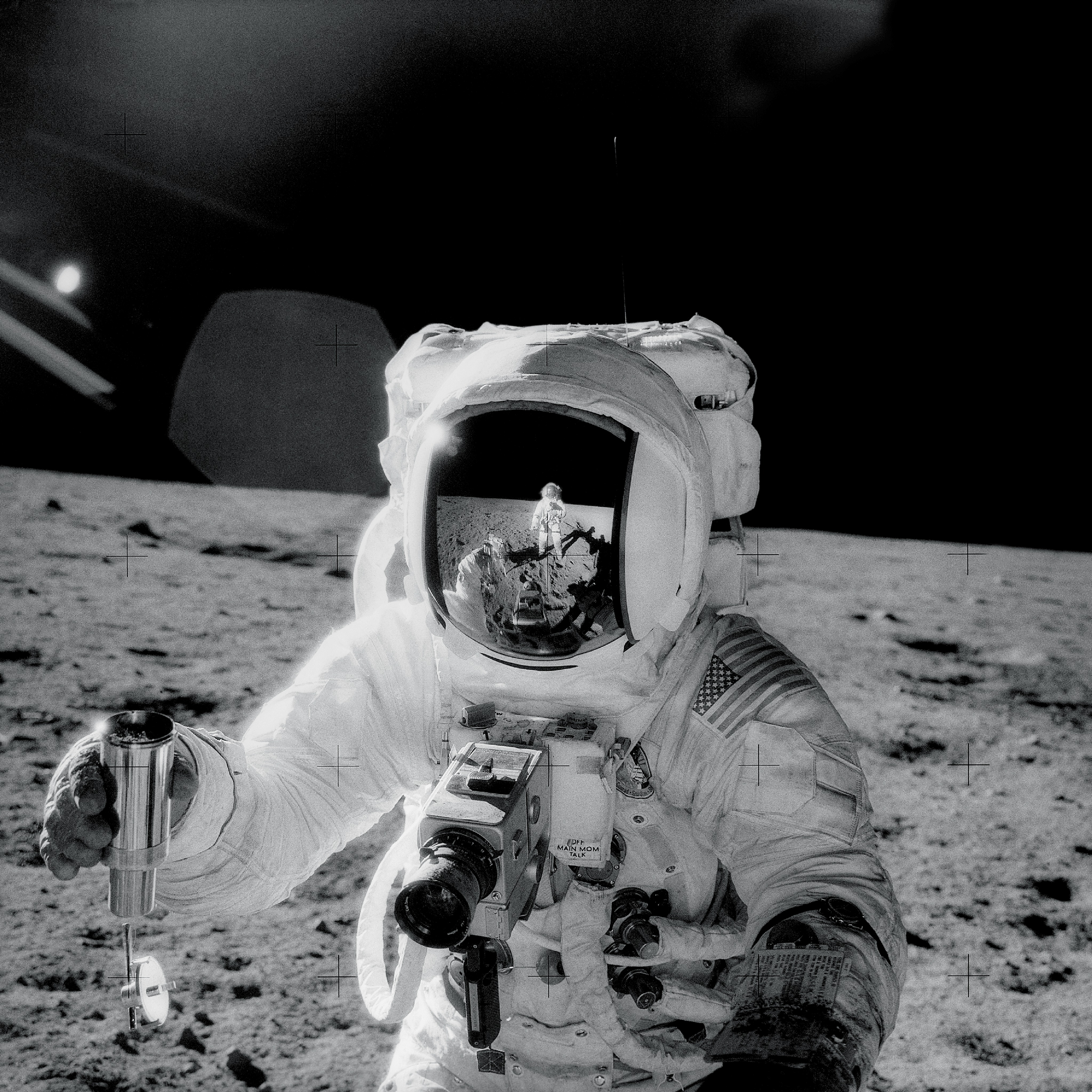
Алан Бін на Місяці під час місії «Аполлона-12»

У 1962 році Алан спробував потрапити до 2-го набору космонавтів НАСА, але зазнав невдачі.
У 1963 року Бін був відібраний НАСА в рамках 3-го набору. Він був обраний як дублерний пілот Джеміні-10, але зазнав невдачі у спробах стати членом екіпажу перших польотів «Аполлона».
Тимчасово Бін став учасником Програми розробок Аполлон. За цією програмою У він став першим американським космонавтом, що пірнав у симуляторі нейтральної плавучості, і чемпіон процесу підготовки космонавтів. Коли кандидат у космонавти Кліфтон Вільямс загинув у авіакатастрофі, звільнилося місце в дублерному екіпажі Аполлона-9. Командир «Аполлона-12» Конрад, що був інструктором Біна у військово-морській льотній школі за шість років до того, особисто просив Біна замінити Вільямса.

### Аполлон
Незважаючи на несприятливі погодні умови (дощ, низька хмарність, гроза) — запуск вирішили не скасовувати, оскільки перенесення запуску на іншу дату могло перешкодити посадці в районі апарата «Сервеєр-3».
«Аполлон-12» стартував 14 листопада 1969 о 16:22 GMT на 670 мск. пізніше розрахункового часу.
На першій хвилині польоту виникла аварійна ситуація внаслідок грози (на 37-й і 53-й секундах польоту). Розряди викликали аварійне відключення паливних елементів корабля (Бін знову увімкнув їх вручну на другій хвилині польоту) і вивели з ладу деякі датчики корабля. Другий розряд призвів до того, що гіроскопи системи наведення і навігації корабля стали на упори. Гіроплатформа системи наведення і навігації була в подальшому настроєна за даними спостереження за зірками. На інші системи корабля гроза не вплинула і корабель було виведено на геоцентричну орбіту, близьку до розрахункової.
Після виходу останнього ступеня ракети-носія на геоцентричну орбіту екіпаж близько двох годин перевіряв бортові системи, звертаючи особливу увагу на можливі пошкодження від блискавки. Перевірка не виявила суттєвих несправностей.
На третій годині польоту двигун останнього ступеня було запущено повторно і він вивів корабель на траєкторію польоту до Місяця. Після цього третій ступінь відокремився.
Під час польоту до Місяця понадпланово перевірили місячний модуль, особливо щодо можливих пошкоджень від блискавки. Пошкоджень перевірка не виявила.
Після польоту у 400 000 км Алан Бін і Піт Конрад 19 листопада 1969 о 6:54:43 GMT приземлилися в місячному Океані Бур (лат. Oceanus Procellarum). Бортовий час посадки 110 годин 32 хв. 43 сек. Місячний модуль приземлився за 45 м від краю кратера на відстані близько 200 метрів від апарата «Сервеєр-3».
Космонавти досліджували місячну поверхню, здійснили кілька експериментів на місячній поверхні, і встановили перший атомний генератор на Місяці, щоб забезпечити живлення. Дік Гордон залишався на місячній орбіті, звідки фотографував посадкові майданчики для майбутніх місій.
Бін планував використати автоспуск фотокамери Hasselblad, щоб сфотографувати себе і Піта Конрада на поверхні Місяця поблизу космічного апарата Сервеєр-3. Бін сподівався не тільки отримати чудовий фотознімок, але і заплутати вчених на Землі після проявки фото. Проте ні він, ні Конрад не змогли знайти таймер у сумці з інструментами. Бін знайшов автоспуск наприкінці позакорабельної діяльності, коли було вже надто пізно, щоб скористатись ним — і в цей момент Бін кинув його так сильно, як тільки міг.
У серії картин Аполлона Бін намалював як могла б виглядати ця фотографія (під назвою «Казкова фотографія, що ми не отримали»), також він намалював одну з безплідних спроб пошуку таймера ().
Місячний скафандр Біна виставлений у Музеї науки та історії у Форт-Ворті, штат Техас.

### Скайлеб

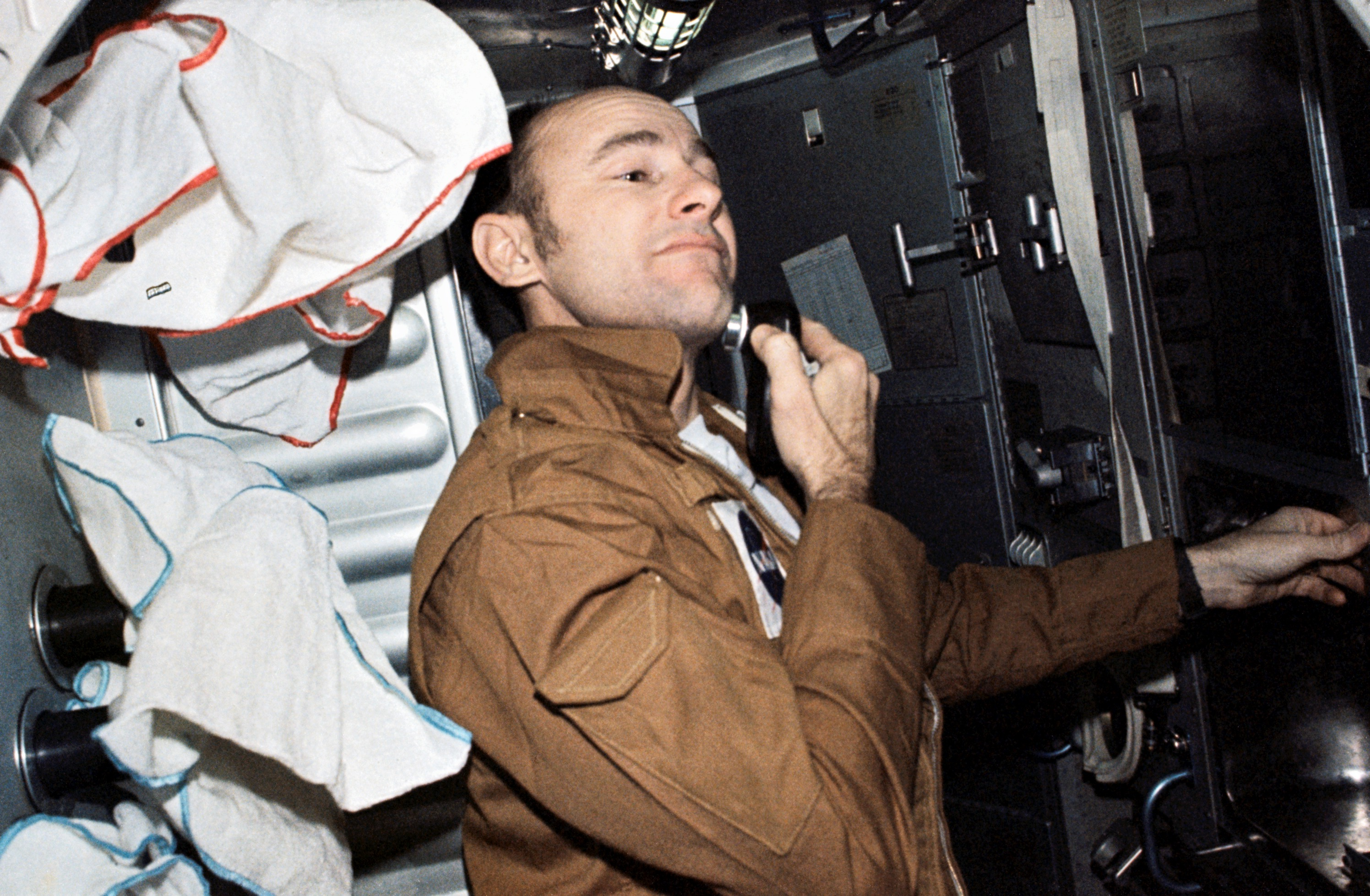
Бін голиться під час місії Скайлеб-3

Бін був командиром корабля Скайлеб-3 під час другого пілотованого польоту на Скайлеб, з 29 липня 1973 по 25 вересня 1973 року. Разом з ним 59-добовий політ здійснили вчений-астронавт доктор Овен Герріот і полковник Корпусу морської піхоти США Джек Лусма. У ході місії Бін випробував прототип пілотованого маневрового пристрою і здійснив один вихід у відкритий космос.

### Після польотів

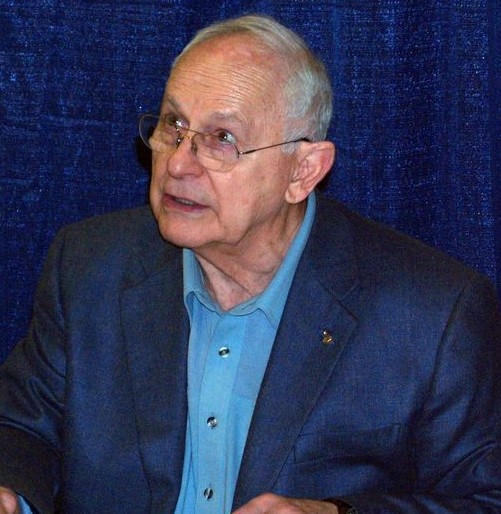
Алан Бін, лютий 2009

Під час наступного польоту Бін був дублером командира корабля льотного екіпажу США для спільного американо-радянського «Проекту Аполлон-Союз».
Бін пішов з флоту в жовтні 1975, у званні капітана, але продовжував працювати головою операцій з підготовки кандидатів у космонавти та групового навчання як цивільна особа.